# NGC 3206
NGC 3206 est une galaxie spirale barrée située dans la constellation de la Grande Ourse. NGC 3206 a été découverte par l'astronome germano-britannique William Herschel en 1793.

## Caractéristiques
Sa vitesse par rapport au fond diffus cosmologique est de 1 309 ± 11 km/s, ce qui correspond à une distance de Hubble de 19,3 ± 1,4 Mpc (∼62,9 millions d'al).
À ce jour, 11 mesures non basées sur le décalage vers le rouge (redshift) donnent une distance de 17,582 ± 3,608 Mpc (∼57,3 millions d'al), ce qui est à l'intérieur des valeurs de la distance de Hubble.
La classe de luminosité de NGC 3206 est III-IV et elle présente une large raie HI.

## Groupe de NGC 3264

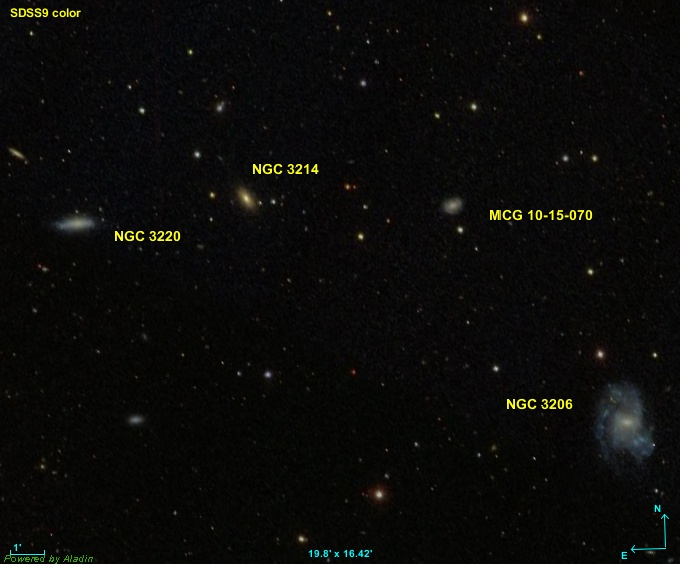
La paire de galaxies NGC 3206 et NGC 3220.

NGC 3206 est une galaxie brillante dans le domaine des rayons X et elle fait partie du groupe de NGC 3264 qui comprend six galaxies. Les cinq autres galaxies de ce groupe sont NGC 3220, NGC 3264, NGC 3353, UGC 5848 et UGCA 211. Ce même groupe avec les mêmes galaxies est aussi mentionné dans un article publié par A.M. Garcia en 1993.
Les galaxies NGC 3206 et NGC 3220  sont dans la même région du ciel et selon une étude réalisée par Abraham Mahtessian en 1988, elles forment une paire de galaxies.